# Tony Saulnier
Tony Saulnier (1926 - Guadeloupe, 6 maart 1968) was een Franse fotograaf die onder meer werkte voor het Parijse tijdschrift Paris Match. Hij reisde de wereld rond, al dan niet met collega-journalisten, voor pakkende, liefst sensationele fotoreportages.
In 1959 maakte Saulnier deel uit van het zeskoppige team dat onder leiding van cineast Pierre-Dominique Gaisseau niet of nauwelijks geëxploreerde delen van Nederlands-Nieuw-Guinea bereisde in een expeditie die bekend werd als de Franse filmexpeditie naar Nederlands-Nieuw-Guinea. Over deze lange tocht vol moeilijkheden en ontberingen schreef Saulnier het vlot lezende reisverslag Les papous coupeurs de têtes; 167 jours dans la préhistoire (Parijs, 1960), geïllustreerd met tientallen paginagrote foto's. Het werk verscheen kort daarna in een Nederlandse en Engelse vertaling. Enkele jaren eerder was Saulnier al met mede-expeditieleden op trektocht geweest in minder bekende delen van Australisch Nieuw-Guinea, wat ze beschouwden als een soort proefexpeditie voor de toekomstige, als een veel moeilijker beschouwde tocht door het Nederlandse deel van het eiland.
Tony Saulnier kwam met collega-journalist Hubert Herzog, eveneens in dienst van Paris Match, in 1968 op 42-jarige leeftijd om het leven toen het vliegtuig van Air France waarin hij met 67 medepassagiers en bemanningsleden aan boord was, op weg van Santiago de Chile naar Parijs op het eiland Guadeloupe neerstortte.

## Publicaties
- Tussen hemel en moeras. Zeven maanden dwars door onbekende gebieden van Nieuw-Guinea. Lochem: De Tijdstroom, 1962 (Eng. Headhunters of Papua. New York: Crown Publishers, 1963).
- "De koppensnellers van de Casuarinenkust", in: Panorama jrg. 47, nr. 26, 25 juni 1960, pp. 23-28.
- "Blanken betreden de Verloren Vallei" (met P.D. Gaisseau), in: Revue 1959, nr. 38, 17 september 1959, pp. 1-6.

- Bibliothèque nationale de France: cb11478475c (data)
- Gemeinsame Normdatei: 1154807223
- International Standard Name Identifier: 0000 0003 5723 1339
- Nederlandse Thesaurus van Auteursnamen: 072849525
- PIC: 279230
- Système universitaire de documentation: 113514913
- Virtual International Authority File: 196143192
- WorldCat: E39PBJth3mXQGpcRw6jB77gh73